# Adèle Hommaire de Hell
Pour les articles homonymes, voir Hell.
Louise Adèle Hommaire de Hell, née Hériot le 1er avril 1810 à Arbois et morte le 16 mai 1883 à Paris, est une femme de lettres et voyageuse française. Elle est membre de la Société de géographie de France.

## Biographie
Fille de Philippe Hériot (1770-1839), maître d'écriture puis officier, et de Barbe Jeanne Euphrasie Bonvalet, Louise Adélaïde est orpheline jeune. Après avoir emménagé avec sa famille en Auvergne, Franche-Comté et Paris, elle est placée par sa sœur aînée dans une pension religieuse à Saint-Étienne où elle reçoit une éducation distinguée. C'est à Saint-Étienne qu'elle rencontre le jeune ingénieur civil Xavier Hommaire qu'elle épouse en janvier 1835 et dès lors le suit dans ses voyages. Il est d'abord envoyé par le gouvernement français au service de l'Empire ottoman, afin de construire des ouvrages. Adèle le suit et lui donne trois fils (Édouard, Léon et Gustave) au cours de leurs quinze ans de vie commune et de voyages. En 1836, le jeune ménage est en Nouvelle Russie et poursuit jusqu'au Caucase et vers les steppes et les contreforts de la mer Caspienne. Xavier Hommaire est anobli par Nicolas Ier en 1839 pour ses découvertes (notamment d'une mine d'or près du Dniepr) et rajoute la particule et le nom de jeune fille de sa mère de Hell à son patronyme.
En 1841, le couple est en Moldavie, parcourant les steppes du sud de la Russie dont elle publie une description et un récit de voyage en 1846, Équipées dans les steppes de Russie 1840-1844. Le couple visite notamment les villages des doukhobors et des mennonites de Tauride près de la Molotchnaïa. Ils rentrent en France. Elle publie chez Amyot en 1846 Rêveries d'un voyageur, recueil de poésies sur la Russie, la Moldavie et le Moyen-Orient. 

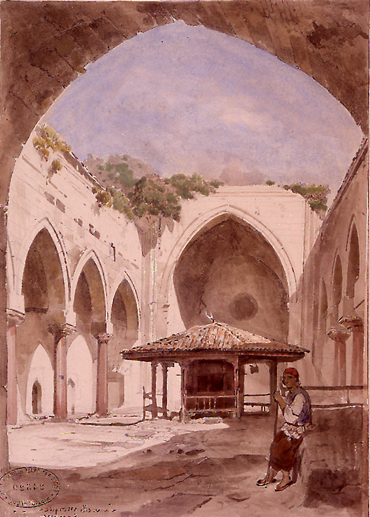
Jules Laurens (qui accompagne les Hommaire en voyage) : La Côte de la mer Noire. La cour du Médresse (école) de Süleyman Pervane, crayon et aquarelle.

Elle part en 1846 pour la Turquie avec son mari et le peintre Jules Laurens, en passant par Naples en juin, puis Malte. En juin 1847, Xavier Hommaire de Hell repart pour la Perse avec Jules Laurent, et meurt de fièvre à la Nouvelle-Djoulfa d'Ispahan en 1848. Sa veuve publie les récits de voyage de son mari en 1854 Voyage en Turquie et en Perse, exécuté par ordre du gouvernement français pendant les années 1846, 1847 et 1848. Elle publie aussi en 1868 Les Steppes de la mer Caspienne. Après avoir vécu quelque temps en Martinique chez son fils, pendant la seconde moitié du second Empire, elle tient dans son appartement rue du Bac à Paris un salon fréquenté notamment par François Guizot, Charles de Montalembert, Ernest Renan et Jules Simon. Elle y meurt le 16 mai 1883.
En 1934, le critique littéraire et traducteur russe Marc Slonim édite chez Plon les Mémoires d'une aventurière. 1833-1852, d'attribution douteuse,. En effet, vraisemblablement dupé par un compilateur, l'éditeur n'a pas pris soin de relever les incohérences démontrant la supercherie, ni de vérifier que Adèle Hommaire de Hell était décédée en 1883.

## Publications
- Rêveries d'un voyageur : Poésies, Paris, Amyot, 1846 (BNF 30614831) lire en ligne sur Gallica.
- Voyage dans les steppes de la mer Caspienne et dans la Russie méridionale, Paris, L. Hachette, 1860 (BNF 30614832) lire en ligne sur Gallica.
- Les Steppes de la mer Caspienne : Voyage dans la Russie méridionale, Paris, Didier, 1868 (BNF 30614833) lire en ligne sur Gallica.
- Équipée dans les steppes de Russie 1840-1844, Paris, 1868, réédité en 1993, Paris, Arthaud, préface de Michel Deuff, 228 p.
- À travers le monde : La vie orientale, la vie créole, Paris, Didier, 1870 (BNF 30614829) lire en ligne sur Gallica.
- Adèle Hommaire de Hell, Le jardin des plantes de Saint-Pierre (Martinique).

## Hommages
Les héros du roman de Jules Verne Kéraban-le-Têtu (publié en 1883, année de la mort de Mme Hommaire de Hell) empruntent de nombreuses fois le même trajet que le couple Hommaire de Hell. Si Jules Verne ne la cite pourtant pas dans cet ouvrage il la mentionne dans son roman Le Pays des fourrures (partie 1, chapitre I).

### Exposition
- Exposition Xavier et Adèle Hommaire de Hell : l'explorateur et l'aventurière, Altkirch, du 15 mars au 7 avril 2013.